# Hemeroblemma matrona
Hemeroblemma matrona är en fjärilsart som beskrevs av Achille Guenée 1852. Hemeroblemma matrona ingår i släktet Hemeroblemma och familjen nattflyn. Inga underarter finns listade i Catalogue of Life.